# Videira (kommun)
Videira är en kommun i Brasilien.   Den ligger i delstaten Santa Catarina, i den södra delen av landet, 1 300 km söder om huvudstaden Brasília. Antalet invånare är 47 204. Arean är 378 kvadratkilometer.
Terrängen i Videira är lite kuperad.
Följande samhällen finns i Videira:
- Videira

I omgivningarna runt Videira växer huvudsakligen savannskog. Runt Videira är det glesbefolkat, med 15 invånare per kvadratkilometer.